# لوما لیندا، تگزاس
لوما لیندا (به انگلیسی: Loma Linda) یک منطقهٔ مسکونی در ایالات متحده آمریکا است که در تگزاس واقع شده‌است. لوما لیندا ۱۲۲ نفر جمعیت دارد.